# جورجوصور
الجورجوصورس (Gorgosaurus؛ يعني "سحلية مخيفة") هو جنس من ديناصورات تيرانوصوريات الثيروبودا التي عاشت في غرب أمريكا الشمالية خلال عصر الطباشيري المتأخر بين حوالي 76.6-75.1 مليون سنة مضت، تم العثور على بقايا الحفريات في مقاطعة ألبرتا في كندا وربما في ولاية مونتانا الأمريكية.

## الوصف

### الخصائص العامة

مقارنة الحجم مع الإنسان

كان الجورجوصور أصغر من التَيْرَانُوْصُور أو تربوصور، أقرب في الحجم إلى البيرتوسوروس وديسبليتوصور. تراوح حجم البالغين من 8 إلى 9 أمتار (26 إلى 30 قدم) من الخطم إلى الذيل. وقدر علماء الأحافير وزن الجورجوصورس البالغ بحوالي 2.4 طن.(2.8 طن أمريكي)، وربما تقترب من 2.8 إلى 2.9 طن. وكان رأسه الضخم مرتبطًا بالجسم عن طريق رقبة على شكل حرف "S". وكانت الأطراف الأمامية صغيرة وتحتوي على أصبعان فقط مزودان بمخالب.

### الجمجمة

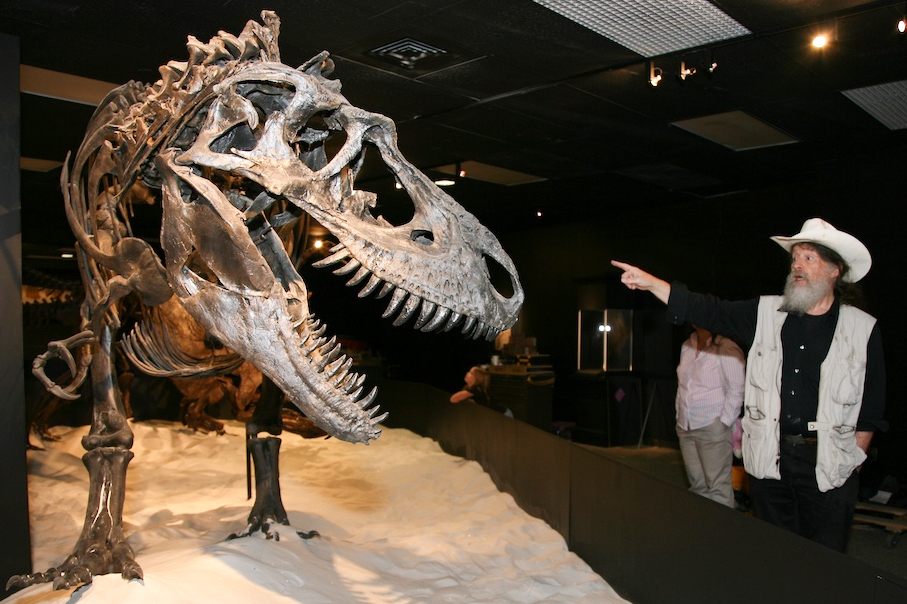
بوب باكر مع هيكل عظمي معروض في HMNS

طول أكبرِ جمجمةِ جورجوصورس معروفةٍ يبلغ 99 سم (39 بوصة)، وهي أقل قليلا من طول جمجمة ديسبليتوصور. وكما هو الحال في التيرانوصورات الأخرى كانت الجمجمة كبيرة مقارنة بحجم الجسم، ولكن الغرف الموجودة داخل عظام الجمجمة والفتحات الكبيرة (الفينيسترا) بين العظام قللت من وزنها، ووفرت مساحة لأرتباط العضلات. واندمجت العظام الأنفية والجدارية على طول خط منتصف الجمجمة، وكان محجر العين دائريًا وليس بيضاويًا أو في شكل ثقب مفتاح كما هو الحال في أجناس التيرانوصورات الأخرى، وتبزز قمة طويلة من العظم الدمعي أمام كل عين، على غرار ألبيرتوصوروس وديسبليتوصور.

### الفك والأسنان
كانت أسنان الغورغوسورز تشبه التيرانوصورات الأخرى، أسنانُ قادمة الفك العلوي الثمانية أصغر من غيرها كانت مرصوصة بشكل متقارب، على شكل-D في منطقة تقاطع.